# Odín Maldonado
Odín Maldonado, a veces solo Odín, es una persona dedicada a la actuación y a la canción de España. Ha participado en los musicales Hoy no me puedo levantar de Nacho Cano, Enamorados Anónimos de Javier Limón, del que formó parte del elenco original interpretando el personaje de Luz y Los Futbolísimos de Roberto Santiago. También ha participado como solista en la grabación del disco de A, el musical de Nacho Cano.

## Biografía
Es una persona de género no binario y bisexual y su pronombre es él, y la temática de varias de sus canciones así lo reflejan.
En 2009 publicó su primer disco Despegar, producido por Javier Limón. Las canciones del álbum están compuestas por Ondina, excepto dos de Javier Limón y una de David Trueba. En diciembre de 2014 publicó su segundo disco de estudio Aquí y ahora mediante financiación colectiva.
Durante 2017 participó con Marcela Ferrari en la gira "El gusto es nuestro" junto a Ana Belén, Serrat, Miguel Ríos y Víctor Manuel.
Interpretó a Iris en los capítulos 287 y 288 de Cuéntame cómo pasó. En agosto de 2018 participó en el Festival Internacional de Teatro Clásico de Mérida interpretando a la princesa Asteria en la obra "Las Amazonas", protagonizada por Silvia Abascal y dirigida por Magüi Mira.

## Discografía
- Despegar (2009)
- Aquí y Ahora (2015)